# Brahim Díaz
Pour les articles homonymes, voir Diaz.
Abdelkader  Díaz est un nom espagnol. Le premier nom de famille, en général paternel, est Abdelkader ; le second, en général maternel, souvent omis, est Díaz.
Brahim Abdelkader Díaz, dit Brahim Díaz, né le 3 août 1999 à Malaga en Espagne, est un footballeur international marocain qui joue au poste de milieu offensif ou d'attaquant au Real Madrid et pour l'Équipe du Maroc de football.
Formé principalement au Málaga CF, il termine sa formation au Manchester City FC, y faisant ses débuts professionnels en 2016. Vainqueur du championnat en 2018, il remporte également la Coupe de la Ligue anglaise en 2018 ainsi que la Community Shield en 2019. Signant au Real Madrid en 2019, il est prêté durant trois saisons à l'AC Milan, y remportant le championnat en 2022. De retour au Real Madrid en 2023, il remporte la Ligue des champions en 2024.

## Biographie

### Naissance, origines et enfance (1999-2016)
Brahim Díaz naît à Malaga dans une famille animée par le football et la diversité culturelle. Sa mère, Patricia Díaz, est espagnole et originaire de cette même ville. Son père, Sufiel Abdelkader Mohand est quant à lui, né à Melilla, en Espagne, de parents marocains. Pendant son enfance, ce dernier quitte sa ville natale pour s'installer à Malaga où rencontre Patricia. Sufiel Abdelkader et Patricia Díaz donnent naissance à Brahim lorsque Sufiel n'a que 17 ans,. Passionné de football, le père de Brahim joue longtemps au football amateur dans le club local de Mortadelo UD.
Aîné d'une fratrie de cinq enfants, Brahim est entouré de quatre petites sœurs : Zaira, Idaira, Dunia et Irina. Lui, ses sœurs et ses parents possèdent uniquement la nationalité espagnole. Durant leur enfance, la fratrie entretient une relation proche avec leur grand-mère maternelle, Dolorès Bueno Bravo,,.
Brahim grandit dans le quartier de Dos Hermanas à Malaga, où il commence à jouer au football dès son plus jeune âge. Immédiatement, il montre un vif intérêt et un talent naturel pour ce sport, jouant avec ses amis et voisins dans les rues de son quartier. Conscient du potentiel de son fils, Sufiel décide de l'inscrire en 2005, au Mortadelo UD, et ensuite au CD Tiro Pichón, deux clubs amateur de leur ville.

### Manchester City (2016-2019)
Brahim Díaz quitte Málaga et rejoint le club de Manchester City en 2013 à l'âge de quatorze ans contre une indemnité de près de trois millions de livres sterling et alors que le FC Barcelone était intéressé.
Il joue son premier match avec City le 21 septembre 2016 lors d'un match contre Swansea en EFL Cup. Quelques jours plus tard, Díaz signe son premier contrat professionnel pour trois ans.
Il inscrit ses deux premiers buts le 1er novembre 2018 face à l'équipe de Fulham lors de la Carabao Cup, permettant à son club de se qualifier pour les quarts de finale de la coupe.

### Real Madrid (depuis 2019)
Le 6 janvier 2019, le Real Madrid officialise l'arrivée de Brahim Diaz en provenance de Manchester City il s'engage pour six ans et demi pour un transfert de 17,3 millions d'euros alors qu'il ne lui restait que six mois de contrat.
Le 12 mai 2019, pour l’avant-dernier match de la saison, Brahim Diaz marque son premier but avec le Real Madrid en ouvrant le score contre la Real Sociedad.
Après trois années passées sous forme de prêt à l'AC Milan, il retourne au Real Madrid sous la houlette de Carlo Ancelotti et dispute la pré-saison 2023-2024 avec des amicaux contre l'AC Milan (victoire, 3-2), Manchester City (victoire, 2-0), le FC Barcelone (défaite, 3-0) et la Juventus FC (défaite, 3-1). Le 19 août 2023, à l'occasion de la deuxième journée de championnat, il dispute son premier match de la saison en entrant en jeu à la 90e minute contre l'UD Almeria en remplaçant Vinícius Júnior (victoire, 1-3). Plus d'un mois plus tard, le 27 septembre, il inscrit son premier but de la saison contre l'UD Las Palmas grâce à une passe décisive de Lucas Vázquez (victoire, 2-0).
En Ligue des champions, il inscrit son premier but le 8 novembre 2023 contre le SC de Braga grâce à une passe décisive de Rodrygo (victoire, 3-0).
En deuxième partie de saison 2023-2024, Brahim s'impose en tant qu'élément titulaire, dispute et inscrit un but en Coupe d'Espagne contre l'Arandina CF le 6 janvier 2024, suivi d'un autre but quatre jours plus tard en demi-finale de la Supercoupe d'Espagne contre l'Atlético de Madrid (victoire, 5-3). Quatre jours plus tard, il remporte la finale de la Supercoupe d'Espagne grâce à une victoire de 4-1 contre le FC Barcelone.

#### Prêt à l'AC Milan (2020-2023)
Le 4 septembre 2020 l'AC Milan officialise la venue de Brahim Diaz sous la forme d’un prêt sans option d’achat.
À la suite d'une bonne saison pour l'AC Milan qui finit deuxième du championnat, le club italien négocie un nouveau prêt pour Brahim avec le Real Madrid. Le 19 juillet 2021, le Real Madrid officialise le nouveau prêt de Brahim Diaz à l'AC Milan, qui durera cette fois deux ans et qui sera assorti d'une option d'achat.
Le 14 février 2023, lors du huitième de finale de la Ligue des champions opposant l'AC Milan à Tottenham, il inscrit l'unique but du match aller, offrant ainsi à l'AC Milan sa première victoire en phase à élimination directe de la compétition depuis près de dix ans.

### Carrière internationale

#### Parcours junior avec l'Espagne (2016-2021)
Avec les moins de 17 ans, il participe au championnat d'Europe des moins de 17 ans 2016 organisé en Azerbaïdjan. Lors de cette compétition, il inscrit trois buts : contre l'Italie en phase de groupe, puis contre l'Allemagne en demi-finale, et enfin contre le Portugal en finale. Les joueurs espagnols sont battus par les Portugais lors de l'ultime match, après une séance de tirs au but.

#### Première sélection avec l'Espagne et tentations de jouer pour le Maroc (2021-2024)
Brahim Díaz est né en Espagne de parents espagnols. Cependant, en raison de l'origine de ses grands-parents paternels,,, il est également apte à jouer pour l'équipe du Maroc. Contacté par le sélectionneur Hervé Renard dans cette optique, il décline son invitation à deux reprises (en décembre 2017 et en avril 2019), et décline également celle de son successeur, Vahid Halilhodžić, en mai 2020,,. Ces multiples refus s'expliquent par son sentiment d'appartenance à la nation espagnole et son espoir de pouvoir jouer un jour pour son équipe première.
Díaz est sélectionné pour la première fois avec l’Espagne en juin 2021 lors duquel il marque un but. Ce match étant amical, les règlements de la FIFA l’autorisent à jouer pour une autre sélection à laquelle il est éligible.
Si, en octobre 2022, il déclare toujours vouloir participer à la Coupe du monde avec l'Espagne, il est présélectionné le mois suivant par Walid Regragui et son nom est même évoqué pour pallier le forfait d'Amine Harit à quelques jours du début de la compétition.
Le 14 février 2023, le sélectionneur du Maroc Walid Regragui se trouve à Milan pour le match opposant l'AC Milan à Tottenham Hotspur FC, ce qui engendre des rumeurs dans les presses marocaine et espagnole,. Un mois plus tard, lors d'une conférence de presse, Regragui confirme avoir eu une réunion avec le joueur pour lui poser un ultimatum sur son choix de sélection,. Le joueur ne figure finalement pas parmi les joueurs  marocains sélectionnés pour la trêve internationale de mars 2023.
Lors de la trêve internationale d'octobre 2023, toujours absent aussi bien sur la liste de l'Espagne que sur celle du Maroc, il songe à choisir définitivement son pays d'origine et avance ses papiers administratifs auprès de la FIFA  le 11 octobre pour un changement de nationalité sportive,. Selon Mohamed Makrouf, un porte parole de la Fédération royale marocaine de football (FRMF), « Brahim Diaz veut participer à la CAN 2024, mais il se heurte à des obstacles de la part de son club, le Real Madrid. ».
Le 2 mars 2024, la presse internationale annonce un choix définitif en faveur de l'équipe du Maroc,,,, après la publication d'un article du journal espagnol As, annonçant la validation de son changement de nationalité sportive auprès de la FIFA. Deux jours plus tard, alors que la presse espagnole parle d'une « guerre» opposant les deux fédérations respectives, Brahim Díaz figure aussi bien sur la liste de pré-sélection de Walid Regragui pour les deux matchs amicaux du Maroc (contre l'Angola et la Mauritanie), que celle de l'Espagne pour la trêve internationale de mars,,. Le 9 mars, la FRMF envoie une lettre écrite à la première personne et signée par Brahim. Dans ce document, le joueur fait part à la FIFA de sa décision de jouer désormais pour le Maroc.

#### Choix définitif: Maroc (depuis 2024)
Le 13 mars 2024, il reçoit sa première convocation officielle du Maroc, figurant sur la liste définitive de Walid Regragui pour des matchs amicaux contre l'Angola et la Mauritanie. Il reçoit également les compliments de son entourage, notamment de son entraîneur en club Carlo Ancelotti qui déclare : « Le Maroc est un bon choix. C'est une grande équipe. Je connais très bien leur sélectionneur, ils ont fait une Coupe du monde fantastique et je pense que Brahim va leur apporter un grand plus. »,,. Au niveau familial, il reçoit également les éloges de sa grand-mère espagnole Dolorès Bueno Bravo qui  cite : « Il jouera pour le Maroc et je continuerai à le soutenir »,,. Lors de la première interview de Brahim, qui est diffusée sous forme d'émission à la télévision espagnole, il explique son choix en déclarant : « L’amour que l'Espagne et le Maroc m’ont donné est très grand, ce sont deux pays merveilleux. J’ai des racines marocaines (de ma grand-mère paternelle), mais j’ai grandi en Espagne (…) Je peux vous dire que je suis convaincu à 100 % de ma décision. Qui n’aime pas figurer sur la liste d’une équipe comme le Maroc ? Je décide toujours avec mon cœur et c’est comme ça cette fois aussi. Je suis un garçon avec des rêves, c’est simple. L’affection et le projet qu’ils m’ont enseigné au Maroc me semblent très bons. La décision est prise. Maintenant, cela ne vaut plus la peine de penser à ce qui se serait passé si… Rien n’aurait changé. ». Un jour plus tard, le sélectionneur d'Espagne Luis de la Fuente, révèle un refus clair de Brahim sur le débat d'enfiler le maillot espagnol. Il révèle l'avoir inclus dans une pré-liste le 1er mars 2024, et fait état de l'existence d'un document du 9 mars dans lequel il renonce à jouer pour l'Espagne. Le sélectionneur espagnol déclare également avoir « tout fait sportivement » pour inclure Brahim avec La Roja,,,. Peu après son arrivée au Maroc, interviewé par les médias locaux, le joueur exprime sa gratitude en remerciant le roi Mohammed VI pour son soutien,.
Lors de la trêve internationale de juin 2024, contre la Zambie, il délivre une passe décisive sur un but inscrit par Eliesse Ben Seghir dans le cadre des éliminatoires de la Coupe du monde 2026 (victoire, 2-1). Quatre jours plus tard, il délivre de nouveau une passe décisive sur un but inscrit par Soufiane Rahimi contre le Congo (victoire, 0-6).

## Statistiques

### En club
| Saison                | Club                  | Championnat           | Championnat | Championnat | Championnat | Coupe nationale | Coupe nationale | Coupe nationale | Coupe de la Ligue | Coupe de la Ligue | Coupe de la Ligue | Supercoupe | Supercoupe | Supercoupe | Compétition(s) continentale(s) | Compétition(s) continentale(s) | Compétition(s) continentale(s) | Compétition(s) continentale(s) | Supercoupe UEFA | Supercoupe UEFA | Supercoupe UEFA | Coupe du monde des clubs | Coupe du monde des clubs | Coupe du monde des clubs | Autres compétitions | Autres compétitions | Autres compétitions | Autres compétitions | Total | Total | Total |
| Saison                | Club                  | Division              | M.          | B.          | P.d.        | M.              | B.              | P.d.            | M.                | B.                | P.d.              | M.         | B.         | P.d.       | Comp.                          | M.                             | B.                             | P.d.                           | M.              | B.              | P.d.            | M.                       | B.                       | P.d.                     | Comp.               | M.                  | B.                  | P.d.                | M.    | B.    | P.d.  |
| 2016-2017             | Manchester City       | Premier League        | -           | -           | -           | -               | -               | -               | 1                 | 0                 | 0                 | -          | -          | -          | C1                             | -                              | -                              | -                              | -               | -               | -               | -                        | -                        | -                        | -                   | -                   | -                   | -                   | 1     | 0     | 0     |
| 2017-2018             | Manchester City       | Premier League        | 5           | 0           | 0           | 1               | 0               | 0               | 1                 | 0                 | 0                 | -          | -          | -          | C1                             | 3                              | 0                              | 0                              | -               | -               | -               | -                        | -                        | -                        | -                   | -                   | -                   | -                   | 10    | 0     | 0     |
| 2018-2019             | Manchester City       | Premier League        | -           | -           | -           | -               | -               | -               | 3                 | 2                 | 0                 | 1          | 0          | 0          | C1                             | 0                              | 0                              | 0                              | -               | -               | -               | -                        | -                        | -                        | -                   | -                   | -                   | -                   | 4     | 2     | 0     |
| Sous-total            | Sous-total            | Sous-total            | 5           | 0           | 0           | 1               | 0               | 0               | 5                 | 2                 | 0                 | 1          | 0          | 0          | -                              | 3                              | 0                              | 0                              | -               | -               | -               | -                        | -                        | -                        | -                   | -                   | -                   | -                   | 15    | 2     | 0     |
| 2018-2019             | Real Madrid           | Liga                  | 9           | 1           | 1           | 2               | 0               | 0               | -                 | -                 | -                 | -          | -          | -          | C1                             | -                              | -                              | -                              | -               | -               | -               | -                        | -                        | -                        | -                   | -                   | -                   | -                   | 11    | 1     | 1     |
| 2019-2020             | Real Madrid           | Liga                  | 6           | 0           | 0           | 3               | 1               | 1               | -                 | -                 | -                 | -          | -          | -          | C1                             | 1                              | 0                              | 0                              | -               | -               | -               | -                        | -                        | -                        | -                   | -                   | -                   | -                   | 10    | 1     | 1     |
| 2023-2024             | Real Madrid           | Liga                  | 31          | 8           | 6           | 2               | 1               | 1               | -                 | -                 | -                 | 2          | 1          | 0          | C1                             | 9                              | 2                              | 1                              | -               | -               | -               | -                        | -                        | -                        | -                   | -                   | -                   | -                   | 44    | 12    | 8     |
| 2024-2025             | Real Madrid           | Liga                  | 31          | 4           | 2           | 6               | 0               | 3               | -                 | -                 | -                 | 2          | 0          | 0          | C1                             | 11                             | 2                              | 1                              | 1               | 0               | 0               | 4                        | 0                        | 1                        | CIC                 | 1                   | 0                   | 0                   | 56    | 6     | 7     |
| Sous-total            | Sous-total            | Sous-total            | 77          | 13          | 9           | 13              | 2               | 5               | -                 | -                 | -                 | 4          | 1          | 0          | -                              | 21                             | 4                              | 2                              | 1               | 0               | 0               | 4                        | 0                        | 1                        | -                   | 1                   | 0                   | 0                   | 121   | 20    | 17    |
| 2020-2021             | AC Milan (prêt)       | Serie A               | 27          | 4           | 3           | 2               | 0               | 0               | -                 | -                 | -                 | -          | -          | -          | C3                             | 10                             | 3                              | 0                              | -               | -               | -               | -                        | -                        | -                        | -                   | -                   | -                   | -                   | 39    | 7     | 3     |
| 2021-2022             | AC Milan (prêt)       | Serie A               | 31          | 3           | 3           | 4               | 0               | 1               | -                 | -                 | -                 | -          | -          | -          | C1                             | 5                              | 1                              | 1                              | -               | -               | -               | -                        | -                        | -                        | -                   | -                   | -                   | -                   | 40    | 4     | 5     |
| 2022-2023             | AC Milan (prêt)       | Serie A               | 33          | 6           | 7           | 1               | 0               | 0               | -                 | -                 | -                 | 1          | 0          | 0          | C1                             | 10                             | 1                              | 1                              | -               | -               | -               | -                        | -                        | -                        | -                   | -                   | -                   | -                   | 45    | 7     | 8     |
| Sous-total            | Sous-total            | Sous-total            | 91          | 13          | 13          | 7               | 0               | 1               | -                 | -                 | -                 | 1          | 0          | 0          | -                              | 25                             | 5                              | 2                              | -               | -               | -               | -                        | -                        | -                        | -                   | -                   | -                   | -                   | 124   | 18    | 16    |
| Total sur la carrière | Total sur la carrière | Total sur la carrière | 173         | 26          | 22          | 21              | 2               | 6               | 5                 | 2                 | 0                 | 6          | 1          | 0          | -                              | 49                             | 9                              | 4                              | 1               | 0               | 0               | 4                        | 0                        | 1                        | -                   | 1                   | 0                   | 0                   | 260   | 40    | 33    |

### En sélection nationale

#### En équipe d'Espagne
| Saison                | Sélection             | Phases finales             | Phases finales | Phases finales | Phases finales | Éliminatoires CDM | Éliminatoires CDM | Éliminatoires CDM | Éliminatoires EURO | Éliminatoires EURO | Éliminatoires EURO | Ligue Nations UEFA | Ligue Nations UEFA | Ligue Nations UEFA | Matchs amicaux | Matchs amicaux | Matchs amicaux | Total | Total | Total |
| Saison                | Sélection             | Compétition                | M              | B              | Pd             | M                 | B                 | Pd                | M                  | B                  | Pd                 | M                  | B                  | Pd                 | M              | B              | Pd             | M     | B     | Pd    |
| --------------------- | --------------------- | -------------------------- | -------------- | -------------- | -------------- | ----------------- | ----------------- | ----------------- | ------------------ | ------------------ | ------------------ | ------------------ | ------------------ | ------------------ | -------------- | -------------- | -------------- | ----- | ----- | ----- |
| 2020-2021             | Espagne               | Euro 2020                  | -              | -              | -              | -                 | -                 | -                 | -                  | -                  | -                  | -                  | -                  | -                  | 1              | 1              | 0              | 1     | 1     | 0     |
| 2021-2022             | Espagne               | Nations League Finals 2021 | -              | -              | -              | 0                 | 0                 | 0                 | -                  | -                  | -                  | -                  | -                  | -                  | -              | -              | -              | 0     | 0     | 0     |
| Total sur la carrière | Total sur la carrière | Total sur la carrière      | -              | -              | -              | 0                 | 0                 | 0                 | -                  | -                  | -                  | -                  | -                  | -                  | 1              | 1              | 0              | 1     | 1     | 0     |

#### En équipe du Maroc
| Saison                | Sélection             | Phases finales        | Phases finales | Phases finales | Phases finales | Éliminatoires CDM | Éliminatoires CDM | Éliminatoires CDM | Éliminatoires CAN | Éliminatoires CAN | Éliminatoires CAN | Matchs amicaux | Matchs amicaux | Matchs amicaux | Total | Total | Total |
| Saison                | Sélection             | Compétition           | M              | B              | Pd             | M                 | B                 | Pd                | M                 | B                 | Pd                | M              | B              | Pd             | M     | B     | Pd    |
| --------------------- | --------------------- | --------------------- | -------------- | -------------- | -------------- | ----------------- | ----------------- | ----------------- | ----------------- | ----------------- | ----------------- | -------------- | -------------- | -------------- | ----- | ----- | ----- |
| 2023-2024             | Maroc                 | CAN 2023              | -              | -              | -              | 2                 | 0                 | 2                 | -                 | -                 | -                 | 2              | 0              | 0              | 4     | 0     | 2     |
| 2024-2025             | Maroc                 | -                     | -              | -              | -              | 2                 | 1                 | 0                 | 4                 | 7                 | 0                 | -              | -              | -              | 6     | 8     | 0     |
| Total sur la carrière | Total sur la carrière | Total sur la carrière | -              | -              | -              | 4                 | 1                 | 2                 | 4                 | 7                 | 0                 | 2              | 0              | 0              | 10    | 8     | 2     |

### Buts internationaux
| Buts internationaux de Brahim Díaz | Buts internationaux de Brahim Díaz | Buts internationaux de Brahim Díaz    | Buts internationaux de Brahim Díaz | Buts internationaux de Brahim Díaz | Buts internationaux de Brahim Díaz | Buts internationaux de Brahim Díaz | Buts internationaux de Brahim Díaz | Buts internationaux de Brahim Díaz | Buts internationaux de Brahim Díaz |
| 0                                  | Date                               | Lieu                                  | Compétition                        | Résultat                           | Adversaire                         | Détail                             | Détail                             | Détail                             | Sél.                               |
| ---------------------------------- | ---------------------------------- | ------------------------------------- | ---------------------------------- | ---------------------------------- | ---------------------------------- | ---------------------------------- | ---------------------------------- | ---------------------------------- | ---------------------------------- |
| 1er                                | 6 septembre 2024                   | Stade Adrar, Agadir                   | Éliminatoires de la CAN 2025       | V 4-1                              | Gabon                              | 59e                                | p. droit                           | 3-0                                | 5e                                 |
| 2e                                 | 9 septembre 2024                   | Stade Adrar, Agadir                   | Éliminatoires de la CAN 2025       | V 0-1                              | Lesotho                            | 93e                                | p. droit                           | 1-0                                | 6e                                 |
| 3e                                 | 15 novembre 2024                   | Stade d'Angondjé, Libreville, Gabon   | Éliminatoires de la CAN 2025       | V 1-5                              | Gabon                              | 20e                                | p. gauche                          | 1-2                                | 7e                                 |
| 4e                                 | 15 novembre 2024                   | Stade d'Angondjé, Libreville, Gabon   | Éliminatoires de la CAN 2025       | V 1-5                              | Gabon                              | 23e                                | p. gauche                          | 1-3                                | 7e                                 |
| 5e                                 | 18 novembre 2024                   | Stade d'honneur d'Oujda, Oujda, Maroc | Éliminatoires de la CAN 2025       | V 7-0                              | Lesotho                            | 5e                                 | p. gauche                          | 1-0                                | 8e                                 |
| 6e                                 | 18 novembre 2024                   | Stade d'honneur d'Oujda, Oujda, Maroc | Éliminatoires de la CAN 2025       | V 7-0                              | Lesotho                            | 15e                                | p. droit                           | 2-0                                | 8e                                 |
| 7e                                 | 18 novembre 2024                   | Stade d'honneur d'Oujda, Oujda, Maroc | Éliminatoires de la CAN 2025       | V 7-0                              | Lesotho                            | 42e                                | p. droit                           | 4-0                                | 8e                                 |
| 8e                                 | 25 mars 2025                       | Stade d'honneur d'Oujda, Oujda, Maroc | Éliminatoires de la CDM 2026       | V 2-0                              | Tanzanie                           | 58e                                | p. droit                           | 2-0                                | 10e                                |

## Palmarès

### En club
| Manchester City (3) | Real Madrid (7) | AC Milan (1) |
| --- | --- | --- |
| - Championnat d'Angleterre (1) : - Champion en 2018 - Coupe de la Ligue (1) : - Vainqueur : 2018 - Community Shield (1) : - Vainqueur en 2019 | - Championnat d'Espagne (2) : - Champion en 2020 et 2024 - Deuxième en 2025 - Coupe d'Espagne : - Finaliste en 2025 - Supercoupe d'Espagne (2) : - Vainqueur en 2020 et 2024 - Ligue des champions (1) : - Vainqueur : 2024 - Supercoupe de l'UEFA (1) : - Vainqueur : 2024 - Coupe intercontinentale de la FIFA (1) : - Vainqueur : 2024 | - Championnat d'Italie (1) : - Champion en 2022 - Vice-champion : 2021 - Supercoupe d'Italie : - Finaliste en 2022 |

### Distinctions personnelles
- 2022 : Meilleur But du mois de octobre en Championnat d'Italie[60].
- 2023 : Meilleur joueur du mois de décembre avec le Real Madrid[61].
- 2024 : Meilleur joueur du mois de janvier et février avec le Real Madrid[61].
- 2024 : Meilleur buteur de la Éliminatoires de la Coupe d'Afrique des nations 2025[62].
- 2025 : Meilleur joueur du mois de février avec le Real Madrid[63].

## Vie privée
Depuis 2024, il est en couple avec l'actrice espagnole Luz Méndez,,.